# Costituzione Pillersdorf
La Costituzione Pillersdorf (in tedesco Pillersdorfsche Verfassung) fu una costituzione dell'Impero austriaco promulgata dall'imperatore Ferdinando I tramite l'allora ministro dell'interno, il barone Franz von Pillersdorf (da cui il nome) il 25 aprile 1848. Essa interveniva in materia pubblica, privata e nei processi.
Essa perdurò solo sino al 16 maggio di quello stesso anno quando venne rimpiazzata da una convenzione costituzionale che venne poi ritirata completamente nel luglio successivo quando venne eletto il Parlamento Kremsier. Il Parlamento Kremsier creò la Costituzione Kremsier, che presentò l' "irrevocabile" Costituzione di marzo tra il 4 ed il 7 marzo 1849 dopo che il Parlamento Kremsier venne dissolto. La Costituzione di Marzo venne revocata dalla Patente di San Silvestro (in tedesco: Silvesterpatent) dall'imperatore Francesco Giuseppe il 31 dicembre 1851.